# Microdon micromidas
Microdon micromidas är en tvåvingeart som beskrevs av Shannon 1925. Microdon micromidas ingår i släktet myrblomflugor, och familjen blomflugor.
Artens utbredningsområde är Panama. Inga underarter finns listade i Catalogue of Life.